# Lombardsatz
Der Lombardsatz ist ein von einer Zentralbank im Rahmen ihrer Lombardpolitik festgesetzter Zinssatz, zu dem sich Kreditinstitute durch Verpfändung von eigenen Wertpapieren bei der Zentralbank kurzfristig Liquidität im Rahmen des Lombardkredites verschaffen können. Als Preis zahlen sie dafür den Lombardsatz, der als Abschlag vom Nominalwert der verpfändeten Wertpapiere berechnet wird. Der Name leitet sich ab von der Maison de Lombard, einem Pariser Leihhaus, das von dem mit Privilegien ausgestatteten florentinischen Bankhaus Compagnia dei Bardi betrieben wurde.

## Geschichte
Die Politik der Bundesbank zielte im Wesentlichen darauf ab, das Kreditangebotsverhalten der Banken und die Geld- und Kreditnachfrage der Wirtschaft mittelbar über Veränderungen der Bankenliquidität und der Zinsen am Geldmarkt zu steuern. Das leitete sich aus § 15 BBankG a. F. ab, der der Bundesbank das Recht einräumte, zur Beeinflussung des Geldumlaufs und der Kreditgewährung den Diskont- und Lombardsatz festzulegen. Das Lombardgeschäft war neben dem (Re-)Diskontgeschäft der Bundesbank lange Zeit die wichtigste Refinanzierungsquelle deutscher Geschäftsbanken. Das (Re-)Diskontvolumen erreichte 1979/1980 seinen Höhepunkt und wurde zur entscheidenden Quelle der Zentralbankgeldversorgung.
Der Diskontsatz spielte bis 1986 die entscheidende Rolle bei der Refinanzierung der Kreditinstitute durch die Bundesbank und als Leitzins, denn die Banken konnten sich durch Verkauf von bundesbankfähigen Wechseln Liquidität zum Diskontsatz beschaffen. Im Dezember 1986 war der Anteil der Diskontkredite an der Mittelaufnahme auf 60 % gesunken. Seit 1987 hatte die Diskontierung von Wechseln an Bedeutung verloren, so dass der Lombardsatz in den Vordergrund trat. Die Wechselrefinanzierung trat im Vergleich zu den neuen offenmarktpolitischen Instrumenten der Bundesbank sukzessive in den Hintergrund; ihr Anteil an den gesamten Notenbankkrediten belief sich 1994 nur noch auf 29,5 % gegenüber 83,5 % im Jahre 1980. An ihre Stelle waren die Wertpapierpensionsgeschäfte getreten. Betrug deren Anteil an der Gesamtrefinanzierung 1980 lediglich 6 %, so machten sie 1994 bereits 69,7 % aus.
In Deutschland wurde bis Dezember 1998 der Lombardsatz von der Deutschen Bundesbank festgesetzt. Er lag meist ein bis zwei Prozentpunkte über dem Diskontsatz.

## Heutige Situation
Mit dem Übergang der Zuständigkeit für die Geldpolitik auf die Europäische Zentralbank im Januar 1999 hat der Spitzenrefinanzierungssatz (SRF) den Lombardsatz abgelöst.